# Вернау
Вернау (нім. Wernau) — місто в Німеччині, знаходиться в землі Баден-Вюртемберг. Підпорядковується адміністративному округу Штутгарт. Входить до складу району Есслінген.
Площа — 10,90 км2. Населення становить 12 275 ос. (станом на 31 грудня 2020).